# Litra K
Litra K
I årene 1894 til 1902 blev der bygget 100 eksemplarer af dette danske damplokomotiv.
Lokomotivet har litra nr. K 501 til K 600 og er 14,82 meter langt over pufferne inkl. tender.
nr. 501-505  	leveret 1894 af Neilson med fabr. nr. 4742-4746.

nr. 506-520 	leveret 1896 af Hartmann med fabr. nr. 2117-2124, 2148-2150 og 2183-2186.

nr. 541-551 	leveret 1898 af Hartmann med fabr. nr. 2324-2334.

nr. 552-565 	leveret 1898/99 af Esslingen med fabr. nr. 2989-3002.

nr. 566-585 	leveret 1900/01 af Breda med fabr. nr. 494-513.

nr. 586-595 	leveret 1901 af Hanomag med fabr. nr. 3573-3582.

nr. 596-600	leveret 1902 af Maffei med fabr. nr. 2251-2255.
Lokomotivet vejer i køreklar stand 69,3 tons. Det må køre 100 km/t og kan trække et eksprestog på 180 tons, et persontog på 300 tons eller et godstog på 480 tons.
Hjulstillingen er 2B0 T3.
Ud af de 100 lokomotiver er 3 bevaret i dag. Nr. 563 ejes af Danmarks Jernbanemuseum, og kan stadig ses fremføre veterantog. Nr. 564 blev i 1957 solgt til Odsherreds Jernbane (OHJ), og blev i 1968 solgt til Dansk Jernbane Klub. Den tredje der er bevaret er Nr. 582. Den var i mange år ejet af Danmarks Jernbanemuseum, men har siden 1980 været anbragt hos Nordsjællands Jernbaneklub, der i 2009 også overtog ejerskabet af lokomotivet. Lokomotivet blev i flere år brugt til fremføring af veterantog, men er i dag under renovering.